# Thrasyllus macilentus
Thrasyllus macilentus är en insektsart som beskrevs av Carl Stål 1877. Thrasyllus macilentus ingår i släktet Thrasyllus och familjen Diapheromeridae. Inga underarter finns listade i Catalogue of Life.